# Wait for a Minute
«Wait for a Minute» es una canción del rapero estadounidense Tyga junto al cantante canadiense Justin Bieber. La canción fue lanzada como el primer sencillo del siguiente álbum de Tyga The Gold Album: 18th Dynasty (2014). La canción fue producida por Maejor Ali. "Wait for a Minute" fue lanzada a través de iTunes el 22 de octubre de 2013 y vendió 68 000 copias en su primera semana.

## Vídeo musical
El vídeo musical fue grabado el 14 de noviembre de 2013 en Long Beach, California y fue dirigido por Krista Liney. El vídeo oficial de la canción debutó en "Access Hollywood" el 19 de diciembre de 2013 y fue lanzado en VEVO y el canal oficial de Tyga en YouTube.

## Listado de canciones
| Digital download |                                         |          |  |
| N.º              | Título                                  | Duración |  |
| 1.               | «Wait For A Minute» (con Justin Bieber) | 3:26     |  |

## Lanzamientos
| Región                | Fecha                    | Formato            | Sello                             |
| --------------------- | ------------------------ | ------------------ | --------------------------------- |
| Canadá                | 22 de octubre de 2013    | Descarga de música | Young Money, Cash Money, Republic |
| Estados Unidos        | 22 de octubre de 2013    | Descarga de música | Young Money, Cash Money, Republic |
| Reino Unido           | 22 de octubre de 2013    | Descarga de música | Young Money, Cash Money, Republic |
| 31 de octubre de 2013 | Radio Urban contemporary |                    | Young Money, Cash Money, Republic |